# Museo de Arte Weisman
El Museo de Arte Weisman  (en inglés: Weisman Art Museum o WAM), es el museo de arte de la Universidad de Minnesota (Minneapolis, Minnesota). Fue fundado en 1934 como museo universitario y en 1993, con el mecenazgo de Frederic R. Weisman, fue inaugurado el nuevo edificio diseñado por el arquitecto Frank Gehry.
Su colección alberga más de 20.000 obras de artistas contemporáneos norteamericanos, cerámica nativa y mobiliario coreano.

## El edificio

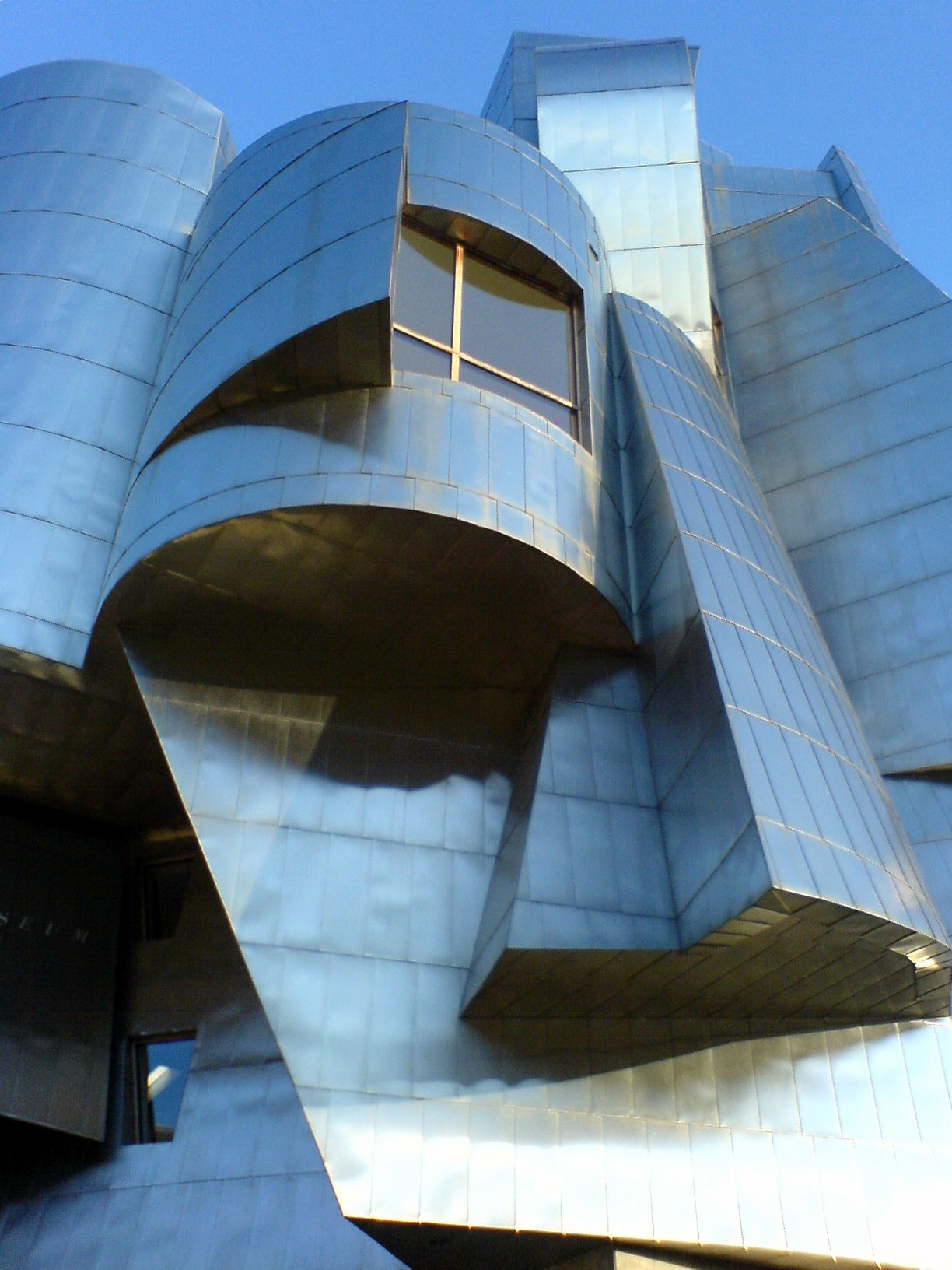
Detalle arquitectónico

El edificio diseñado por el arquitecto Frank Gehry fue inaugurado en 1993. 
Se encuentra dentro del campus universitario, sobre el río Misisipi al este del puente de la Avenida Washington. El edificio presenta dos fachadas bien diferenciadas dependiendo desde donde se observe. Desde el campus se ve una fachada de ladrillo del estilo de las demás construcciones del predio y desde el otro lado se aprecia la exuberancia de formas curvas y angulares de acero que representan la abstracción de una cascada y un pez.
En 2009 comenzó la obra de ampliación también a cargo de Gehry que fue inaugurada el 2 de octubre de 2011. Se agregaron cinco nuevas salas que permitieron al museo exhibir más obras de su acervo. Una de las nuevas salas alberga las piezas más destacadas de cerámica, dos salas están dedicadas a obras de arte moderno estadounidense, en otra se exhibe la colección de fotografías, dibujos y grabados y la última está dedicada a colaboraciones experimentales entre artistas, estudiantes universitarios y la comunidad.

## Frederick R. Weisman
Frederick R. Weisman fue un coleccionista de arte y filántropo nacido en Minneapolis que desarrolló su carrera Los Ángeles, California. En el Campus de la Universidad Pepperdine en Malibú (California) hay otro Museo de Arte Frederick R. Weisman y la Fundación Weisman, creada por el estado de California para albergar la colección personal de Weisman de arte del siglo XX.
Weisman falleció en Los Ángeles en 1994.

## La colección
La colección del museo incluye obras de Roy Lichtenstein, Georgia O'Keeffe, James Rosenquist, Arthur Dove, Marsden Hartley, Alfred Maurer, entre otros destacados artistas norteamericanos del siglo XX.